# Adolphe Samyn
Adolphe Louis Samyn (Brussel, 7 januari 1842 – aldaar, 26 augustus 1903) was een Belgisch architect.

## Loopbaan

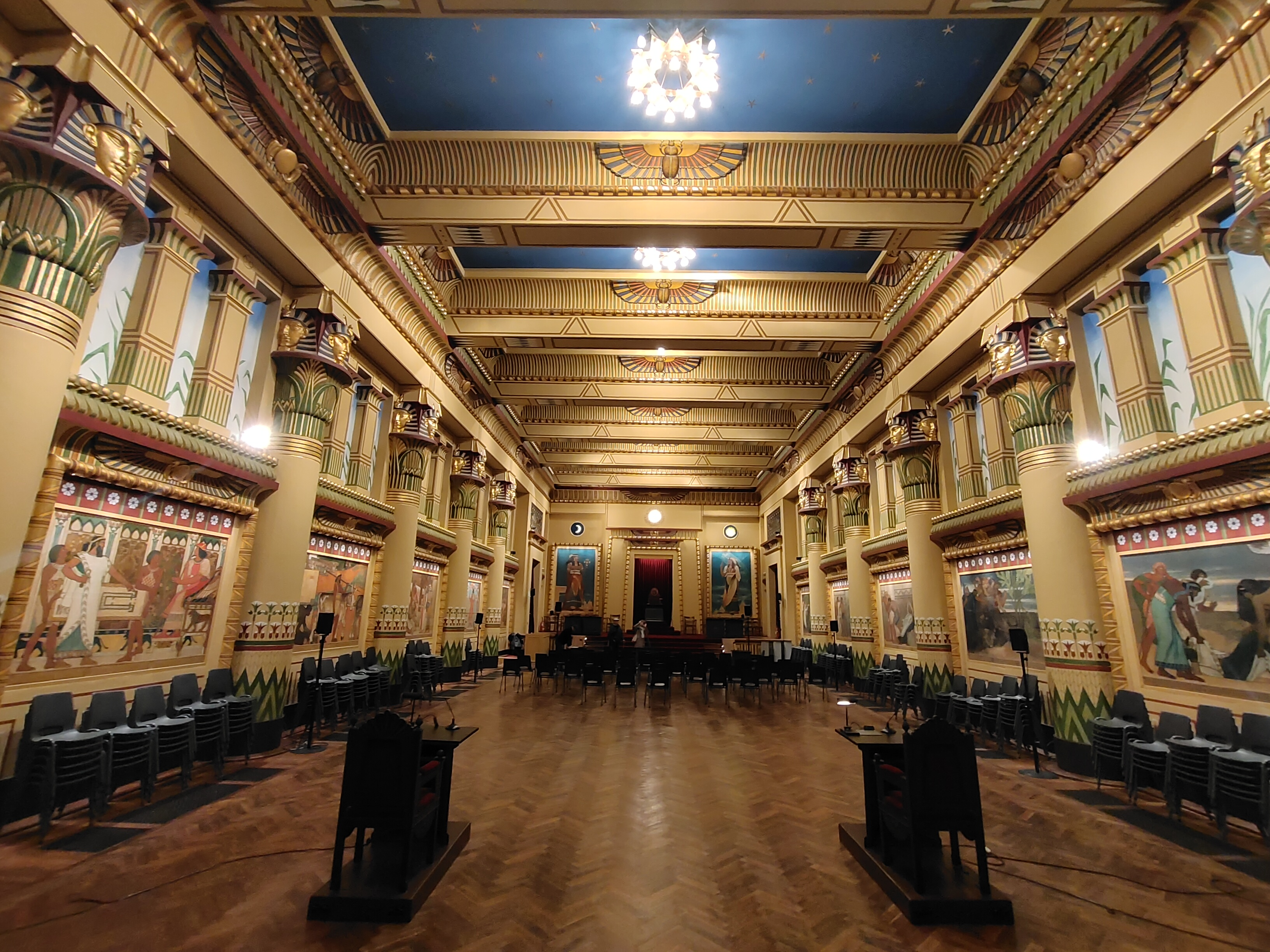
Grote tempel van Les Amis Philanthropes

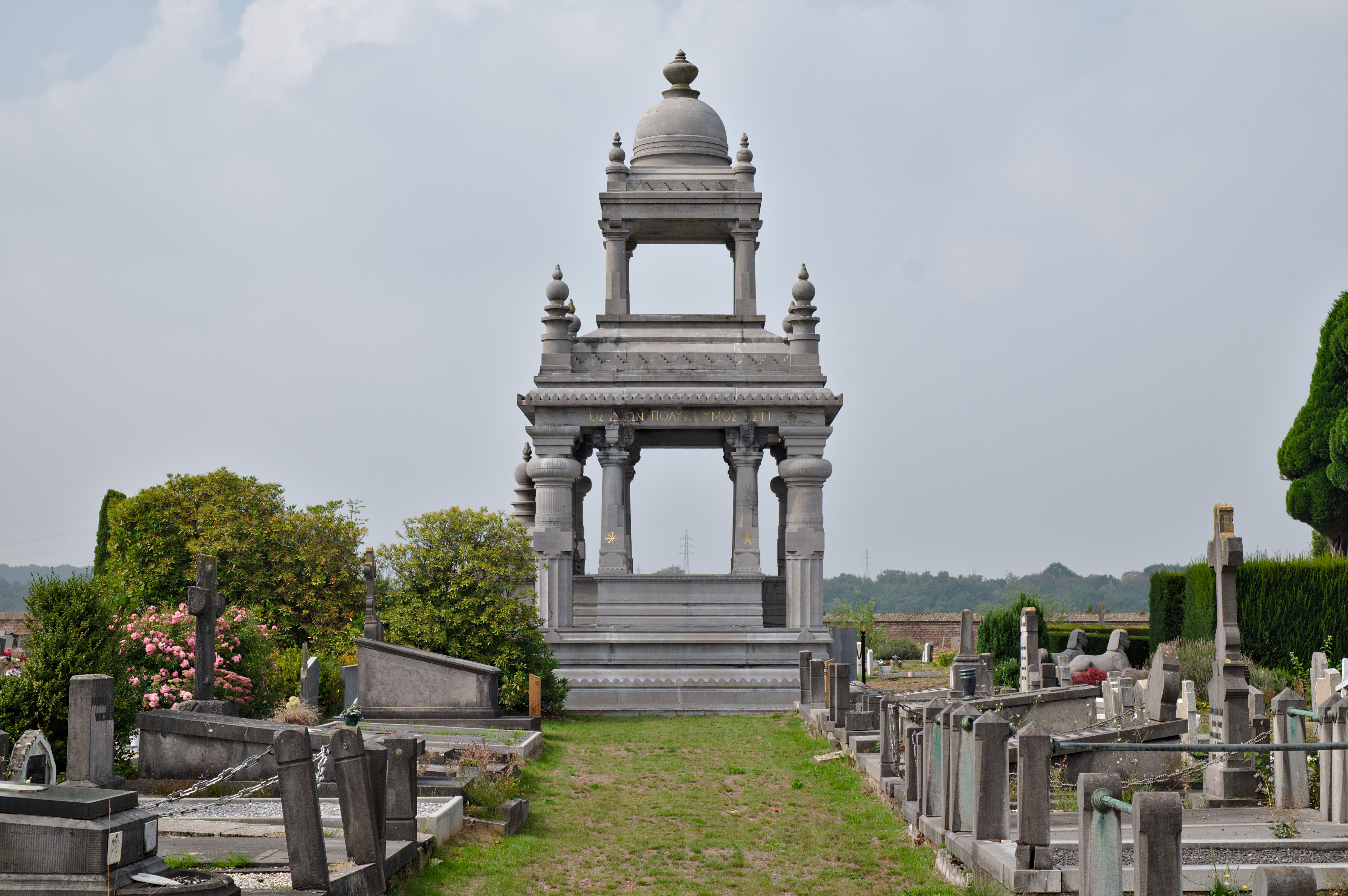
Mausoleum van Goblet d'Aviella in Court-Saint-Étienne

Als inspecteur Bouw bij de Stad Brussel ontwierp Samyn publieke gebouwen zoals de Charles Bulsschool aan de Rollebeekstraat en de Baron Steensschool in de Hoogstraat. In 1896-1902 restaureerde hij een zestal huizen op de Grote Markt van Brussel. Daarnaast had hij ook een private praktijk. Vaak kreeg hij opdrachten voor monumentale gebouwen, zoals vrijmetselaarstempels. Zijn egyptiserende Vrijmetselaarstempel van de Cercle des Amis philanthropes kreeg navolging in België en Europa. Hoewel hij vrijzinnig was en in 1873 toetrad tot Les Amis Philanthropes n° 1, heeft hij ook katholieke kerken gebouwd. Hij was gespecialiseerd in funeraire architectuur.
Samyn werd in 1903 omvergereden door een tram en rust op de begraafplaats van Brussel te Evere.

## Realisaties
- 187X: Vrijmetselaarstempel van Le Travail (Verviers, gesloopt 1968)
- 1877: Vrijmetselaarstempel van de Cercle des Amis philanthropes (Peterseliestraat, Brussel)
- 1883: Vrijmetselaarstempel van Les Amis du Commerce et la Persévérance Réunis (Meistraat, Antwerpen)
- 1885: Grafmonument van Goblet d'Aviella (Court-Saint-Étienne)
- 1886: Kerk van Grimde
- 1890: Grafmonument van Isidore Eyermans (Schoonselhof, Antwerpen)
- 1894: Baron Steensschool (Hoogstraat, Brussel)
- 1899: Charles Bulsschool (Rollebeekstraat, Brussel)

## Publicatie
- Monument funéraire à Court-Saint-Étienne. Un essai d'application de la symbolique comparée à l'architecture funéraire, 1889

## Voetnoten
1. ↑  Christian Vandermotten, "Architecture et urbanisme. Œuvre maçonnique ou œuvre de francs-maçons?" in: Andrée Despy-Meyer (ed.), Bruxelles. Les francs-maçons dans la cité, 2000, p. 94-95
2. ↑  Cécile Lambert en Denis Laoureux, "La campagne de restauration au XIXe siècle" in: Vincent Heymans (ed.), Les maisons de la Grand-Place de Bruxelles, 2011, p. 127-132. ISBN 9782930018898

- Union List of Artist Names: 500086642
- Virtual International Authority File: 96308451